# 월동
월동(越冬) 또는 겨울나기(문화어: 겨울나이)는 계절의 변화가 있는 지역에서 생물이 낮은 온도의 겨울을 극복하기 위한 행동이다. 월동은 일부 유기체가 겨울 시즌을 통과하거나 기다리거나 "겨울" 조건(추위 또는 영하의 온도, 얼음, 눈, 제한된 식량 공급)이 정상적인 활동을 하는 기간을 통과하는 과정이다. 심지어 생존이 어렵거나 거의 불가능하다. 어떤 경우에는 "겨울"이 반드시 추운 것이 아니라 건조한 조건을 특징으로 한다. 그러한 기간을 통과하는 것도 마찬가지로 월동이라고 할 수 있다.
겨울잠과 이주는 겨울을 보내는 두 가지 주요 방법이다. 동물은 또한 토포(torpor)라고 알려진 생리적 활동이 감소된 상태에 들어갈 수도 있다.
월동은 여러 종류의 생명체에서 발생한다.

## 동물의 월동
온대 지방에서도 겨울잠나방과 같이 겨울에 성충이 우화하는 종류도 약간 있으나 일반적으로 겨울은 동물에게 있어서 혹심한 계절이다. 겨울을 지내는 문제는 동물이 생존하는 데 있어서 중요한 일이다. 겨울에는 온도가 내려가고 눈이 많이 오는 등 생활 환경 조건이 나빠지고 먹이가 부족하므로 동물이 겨울을 나는 것은 종족을 유지하는 것과도 밀접한 관계가 있다. 항온동물인 포유류나 조류는 먹이를 잡을 수 있는 조건이 있는 한겨울에도 활동을 계속한다. 포유류에는 겨울잠을 자는 종류가 있고, 대부분의 조류는 이동을 하여 겨울의 악조건을 피하기도 한다. 하등의 척추동물과 무척추동물은 대부분 변온성이므로, 월동을 하는 데는 항온성인 것과는 다소 다르다. 나비 등의 곤충과 같이 1년에 한 세대 이상이 나타나는 경우에는 어느 발육 단계에서 겨울을 보내느냐가 중요한 문제이다. 한편 좁은 의미의 휴면을 월동에 포함시키는 경우도 있다. 여기에서 휴면이란 곤충 등에서 휴면 호르몬의 작용에 의해 계절과는 관계없이 정지되는 현상으로 월동과는 그 의미가 다소 다르다.

## 식물의 월동
식물은 약한 부분을 고사시키는 것으로 겨울을 나는 경우가 많다. 예를 들어 나무는 잎을 자르는 것이 많으며, 이를 낙엽이라고 한다. 다음 해에 성장하는 눈은 두거운 비늘 조각 등으로 덮여 보호된다. 풀의 경우는 지상부를 고사시키고 땅속줄기나 알뿌리만 살아남거나, 씨만 남기는 것도 있다.